# كاثلين فيرييه (سياسية)
كاثلين جيرترود فيرييه (بالهولندية: Kathleen Ferrier) (من مواليد 8 مارس 1957) هي سياسية هولندية سابقة تنحدر من أصل سورينامي وعاملة في مجال مساعدات التنمية. عملت كاثلين كعضوة في البرلمان الهولندي كممثلة عن حزب النداء الديمقراطي المسيحي من 2002 إلى 2012.

## حياتها المبكرة وتعليمها
وُلدت كاثلين في باراماريبو في سورينام عندما كان دولة تأسيسية في مملكة هولندا. وهي ابنة أول رئيس لسورينام يوهان فيريي وأخت غير شقيقة للروائية السورينامية سينثيا مكلويد. درست كاثلين اللغة الإسبانية والأدب الإسباني (مع التخصص في الأدب الأمريكي الإسباني الحديث، واللغة البرتغالية، كما درست مساعدات التنمية في جامعة لايدن. أكملت أطروحة الماجستير عن الشاعر الكوبي نيكولاس غيين.
أصبحت كاثلين عضوةً في الكنيسة البروتستانتية في هولندا (PKN).

## حياتها المهنية
في حين كانت كاثلين عضوًا في البرلمان في الفترة من 23 مايو 2002 وحتى 19 سبتمبر 2012 ، ركزت على مسائل المساعدة الإنمائية والتعليم والصحة العامة والرعاية الاجتماعية والرياضة. وفي عام 2017، انضمت كاثلين إلى الجامعة الآسيوية للنساء (AUW) كأستاذة زائرة.

## الأوسمة
حصلت على وسام فارس في ترتيب أورانج ناسو (2012).